# Baton Rouge (zespół muzyczny)
Baton Rouge – amerykański zespół hardrockowy założony w 1986 roku w Luizjanie. Grał mieszankę hard rocka i hair metalu. Został rozwiązany w 2001 roku.

## Historia
Zespół został założony pod nazwą Voices przez wokalistę Kelly'ego Keelinga, gitarzystę Lance'a Bulena, basistę Keitha Harrisona i perkusistę Harolda Knappenburgera. W 1987 roku nazwa została zmieniona na Meridian, a następnie na Baton Rouge; zespół przeniósł się do Los Angeles. Basistę zastąpił Scott Bender, a za perkusją zasiadł Corky McClellan. 
Wkrótce grupa podpisała kontrakt z wytwórnią Atlantic Records. W 1990 światło dzienne ujrzał debiutancki album grupy - 'Shake Your Soul', osiągając 160. miejsce na liście Billboard Charts. W 1991 roku ukazuje się kolejny album - 'Lights Out on the Playground'. Jest komercyjną porażką, wśród muzyków zaczynają się scysje. Zespół rozpada się, gdy Kelly Keeling dostaje propozycję przejścia do zespołu Blue Murder. W 1997 roku ukazuje się album 'Baton Rouge' jest to jednak bardziej owoc współpracy Keelinga i producenta Jacka Ponti niż całego zespołu. Zespół ostatecznie rozpada się w 2001 roku.
W 2006 roku ukazała się kompilacja 'The Hottest of Baton Rouge', zawierająca dwa wcześniej niepublikowane utwory.

## Skład
- Kelly Keeling - wokal, keyboard
- Lance Bullen - gitara
- Scott Bender - bas
- Corky McClellan - perkusja

### Byli członkowie
- Harold Knappenburger - perkusja
- Keith Harrison - bas

## Dyskografia
- 1990 - Shake Your Soul
- 1991 - Lights Out on the Playground
- 1997 - Baton Rouge
- 2006 - The Hottest of Baton Rouge